# 3783, chemin Saint-Joseph
3783, chemin Saint-Joseph, aussi appelé M-10, est un établissement patrimonial construit en 1867 au Saguenay.

## Voir plus